# Etilendiammina dinitrato
L'etilendiammina dinitrato è un prodotto chimico esplosivo che si ottiene per opera dell'acido nitrico su soluzioni di etilendiammina.
La sua velocità di detonazione è quasi di 8000 m/s.
La sua formula chimica è:
{\displaystyle {\ce {C2H4(NH2)2\cdot 2HNO3}}}
È solubile in acqua a caldo, ma poco solubile a freddo; è solubile anche in acetone, ma molto meno solubile in alcool etilico anidro.